# Красный (Нижнеломовский район)
 Красный  — поселок Нижнеломовского района Пензенской области. Входит в состав Атмисского сельсовета.

## География
Находится в северо-западной части Пензенской области на расстоянии приблизительно 19 км на восток-юго-восток по прямой от районного центра города Нижний Ломов на правом берегу реки Атмис напротив села Большой Мичкас.

## История
Основан между 1926 и 1930 годах, вероятно, как выселок из близлежащих сёл. В 1955 году колхоз имени Куйбышева. В 2004 году — 23 хозяйства.

## Население
Численность населения: 202 человека (1930 год), 230 (1959), 153 (1979), 74 (1989), 35 (1996). Население составляло 32 человека (русские 87 %) в 2002 году, 16 в 2010.